# Tony Morley
William Anthony Morley (Ormskirk, Inglaterra; 26 de agosto de 1954) es un exfutbolista inglés que jugaba como extremo. Con pasos por clubes de su país, además de Países Bajos, Hong Kong, Estados Unidos y Malta, era un jugador rápido y habilidoso, recordado principalmente por su paso en el Aston Villa. 
Aunque solo estuvo cuatro años en el cuadro villano resultó vital para la obtención de la First Division en la temporada 1980-81, además de la FA Charity Shield de 1981, la Copa de Europa 1981-82 y la Supercopa de Europa 1982. En el torneo continental entregó la asistencia con que Peter Withe convirtió el único gol con que superaron al Bayern de Múnich en la final.
También jugó por la selección inglesa, pero solo fueron seis encuentros en los que no convirtió goles. Su no convocatoria a España 1982 afectó su desempeño posterior en otros equipos. Al año siguiente dejó el Aston Villa y pasó al West Bromwich Albion, rival local. De allí en adelante su juego decayó y pasó por una serie de clubes hasta su retiro definitivo de la actividad en 1990 en el Ħamrun Spartans de Malta.

## Carrera

### Primeros años
Nacido en Ormskirk, Morley comenzó a jugar al fútbol en distintos equipos de su distrito escolar hasta que julio de 1969, con quince años, se integró a las divisiones inferiores del Preston North End. Durante su primer año, el club se aseguró que ganara contextura con una dieta de carne y malta, ya que era demasiado flaco y frágil. Debido a esto, solo entrenó y no disputó ningún partido.
Debutó profesionalmente en 1972 con dieciocho años, misma época en que firmó su primer contrato. En sus primeras temporadas compartió camarín con los campeones del mundo Bobby Charlton y Nobby Stiles y logró hacerse un espacio en el equipo de la Third Division. Su desempeño fue tal que incluso recibió una convocatoria de la selección sub-23 a pesar de jugar en la tercera categoría. En 1976 tuvo una oferta para unirse al Arsenal, pero la rechazó para, según él, mantenerse con su familia y amigos en Ormskirk. Sin embargo, en febrero el Burnley compró su ficha por 100 000 libras esterlinas, luego que el dueño del club, Bob Lord, encontrara que era el reemplazo ideal para Leighton James. En sus tres temporadas en el Preston disputó un total de ochenta y cuatro partidos y convirtió quince goles.
El jugador no pudo adaptarse de la mejor manera al juego del equipo, principalmente porque era utilizado como extremo izquierdo a pesar de ser diestro. A esto se sumó el propio desempeño mediocre del club en la época, que terminó por descender a la Second Division al final de la temporada y la Third Division en 1980. A pesar de esto, el jugador llamó la atención del técnico Ron Saunders del Aston Villa, que decidió pagar 200 000 libras esterlinas para que se uniera al club. En tres años anotó solo cinco goles en noventa y un partidos.

## Clubes
| Club                 | País           | Año       |
| -------------------- | -------------- | --------- |
| Preston North End    | Inglaterra     | 1972-1976 |
| Burnley              | Inglaterra     | 1976-1979 |
| Aston Villa          | Inglaterra     | 1979-1983 |
| West Bromwich Albion | Inglaterra     | 1983-1985 |
| Birmingham City      | Inglaterra     | 1984      |
| Seiko SA             | Hong Kong      | 1985-1986 |
| ADO Den Haag         | Países Bajos   | 1986-1987 |
| West Bromwich Albion | Inglaterra     | 1987-1989 |
| Burnley              | Inglaterra     | 1988      |
| Tampa Bay Rowdies    | Estados Unidos | 1989-1990 |
| Ħamrun Spartans      | Malta          | 1990      |

## Palmarés

### Campeonatos nacionales (2)
| Título         | Club        | País       | Año     |
| -------------- | ----------- | ---------- | ------- |
| First Division | Aston Villa | Inglaterra | 1980-81 |
| Charity Shield | Aston Villa | Inglaterra | 1981    |

### Campeonatos internacionales (2)
| Título                      | Club        | Sede       | Año  |
| --------------------------- | ----------- | ---------- | ---- |
| Copa de Campeones de Europa | Aston Villa | Róterdam   | 1982 |
| Supercopa de Europa         | Aston Villa | Birmingham | 1982 |